# Athletics
Athletics är en professionell basebollklubb i West Sacramento i Kalifornien i USA som spelar i American League, en av de två ligorna i Major League Baseball (MLB). Klubbens hemmaarena är Sutter Health Park.
Klubben har flyttats tre gånger under dess existens. Den grundades ursprungligen i Philadelphia i Pennsylvania 1901, men flyttades till Kansas City i Missouri 1955, till Oakland i Kalifornien 1968 och till West Sacramento i Kalifornien 2025.
Klubben är den näst mest framgångsrika i American Leagues historia med nio World Series-titlar och 15 American League-titlar. Bara New York Yankees är bättre (Yankees har hela 27 World Series-titlar och 41 American League-titlar).

## Historia

### Philadelphia-eran (1901–1954)
Klubben grundades 1901 i Philadelphia i Pennsylvania under namnet Philadelphia Athletics, ett namn som hade använts av tidigare klubbar i staden. En av dessa spelade i National League (NL) 1876, dessförinnan i National Association (NA) 1871–1875 och ännu tidigare i National Association of Base Ball Players (NABBP) 1861–1870, medan en annan spelade i American Association (AA) 1882–1890 och en tredje spelade i Players' League (PL) 1890 och i AA 1891.

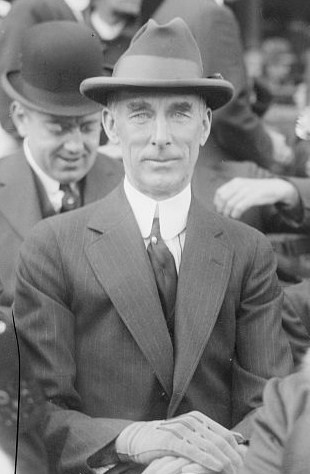
Athletics första tränare Connie Mack.

Den nya klubben med det välanvända namnet fick en plats i American League (AL). Denna liga hade grundats inför 1894 års säsong under namnet Western League och var från början en minor league. Ligan bytte namn inför 1900 års säsong och i januari 1901 förklarade ligaledningen med Ban Johnson i spetsen att ligan var en major league som utmanade NL, vilken hade varit ensam major league i nästan tio år. Johnson ville ha en klubb i Philadelphia för att konkurrera med NL-klubben Philadelphia Phillies. Till Athletics första tränare utsågs Connie Mack och han kom att stanna i den rollen i hela 50 år. Mack var även en mindre delägare i klubben, medan huvudägare från början var Ben Shibe. Klubbens första hemmaarena hette Columbia Park och hade en publikkapacitet på cirka 9 500 åskådare.
Athletics lyckades värva flera namnkunniga spelare till debutsäsongen, bland andra de framtida National Baseball Hall of Fame-medlemmarna Nap Lajoie (andrabasman), som dock bara stannade i en säsong, och Eddie Plank (pitcher). Lajoies slaggenomsnitt på 0,421 (0,426 enligt Baseball-Reference.com) den säsongen gäller än i dag (2025) som AL-rekord.
Under den andra säsongen 1902 kallades klubben föraktfullt för en vit elefant av New York Giants tränare John McGraw eftersom han menade att klubben hade för höga kostnader för att kunna överleva. Athletics svarade med att trotsigt anta elefanten som en symbol för klubben. Med pitchern Rube Waddell, en annan framtida Hall of Fame-medlem, som nyförvärv vann Philadelphia AL för första gången den säsongen. Denna bedrift upprepades tre år senare, då man även hade pitchern Chief Bender i laget, också han senare invald i Hall of Fame. Efter denna ligaseger fick Athletics för första gången spela i World Series. New York Giants, ledda av pitchern Christy Mathewson som pitchade tre shutouts, vann dock med 4–1 i matcher.
Skaran av framtida Hall of Fame-medlemmar i laget utökades 1906 då en tonårig Eddie Collins debuterade. Efter 1907 års säsong lämnade Rube Waddell Athletics, men å andra sidan debuterade tredjebasmannen Home Run Baker under den nästföljande säsongen. Även Baker valdes senare in i Hall of Fame.
Athletics flyttade 1909 in i den nya och betydligt större hemmaarenan Shibe Park, och där kom klubben att fira stora triumfer under de närmast följande säsongerna. Athletics blev AL-mästare för tredje gången 1910 då man för första gången vann över 100 matcher i grundserien. Klubben lyckades den säsongen vinna World Series för första gången, med 4–1 i matcher över Chicago Cubs. Athletics använde bara två pitchers under hela matchserien – Jack Coombs och Chief Bender. Under 1911 års säsong formerades ett mycket starkt infield bestående av förstabasmannen Stuffy McInnis, andrabasmannen Eddie Collins, shortstopen Jack Barry och tredjebasmannen Home Run Baker. Dessa kom kollektivt att kallas "$100,000 infield" och spelade tillsammans under fyra mycket framgångsrika säsonger.

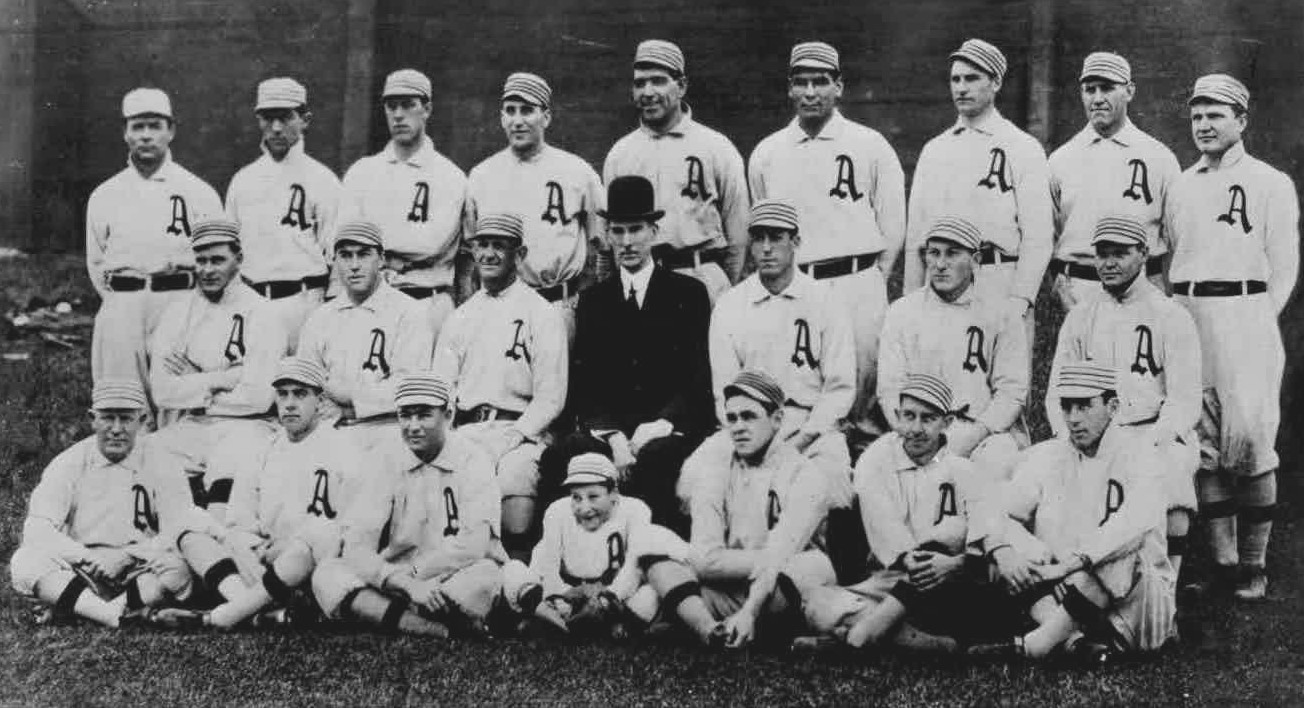
Athletics spelartrupp 1911.

Athletics vann AL för fjärde gången och andra i rad 1911, återigen efter över 100 vinster i grundserien. I World Series fick man precis som 1905 möta New York Giants, men nu blev det revansch för Philadelphia efter seger med 4–2 i matcher och klubbens andra World Series-titel var ett faktum. Två år senare tog Athletics hem AL för femte gången och ställdes i World Series återigen mot New York Giants. Denna gång blev det 4–1 i matcher till Philadelphia. Året efter det vann klubben AL för sjätte gången, vilket också innebar fjärde ligasegern på fem säsonger. Athletics var favoriter att vinna World Series mot Boston Braves, men förlorade överraskande med 0–4 i matcher.
Därefter gick det snabbt utför för klubben, som hamnade i ekonomiska trångmål. Flera spelare som hade bidragit till Athletics titlar var borta redan till 1915 års säsong, bland dem Eddie Collins, Home Run Baker, Eddie Plank och Chief Bender, och även Jack Barry försvann en bit in på säsongen. Inte ens Nap Lajoies återkomst kunde förhindra att Philadelphia kom åtta och sist i AL för första gången 1915 och även förlorade över 100 matcher i grundserien för första gången. Året efter gick det ännu sämre och laget som Athletics hade den säsongen, ibland kallat "The Pathetics", anses vara ett av de sämsta i MLB:s historia. Det året vann Athletics 36 matcher och förlorade 117, vilket gav en vinstprocent på bara 0,235 (23,5 %), än i dag (2025) den lägsta i MLB sedan 1900. Under en period den säsongen förlorade Athletics 20 raka matcher, vilket tangerade AL-rekordet, och under en period drabbades man av 19 raka bortaförluster, vilket var ett nytt bottenrekord i AL. Kräftgången blev långvarig för klubben, som kom sist i AL under sju raka säsonger 1915–1921. 1922 avled klubbens huvudägare Ben Shibe och hans andel togs över av sönerna Tom och John.
Från och med 1922 följde några år med successivt bättre placeringar, under vilka bland annat outfieldern och framtida Hall of Fame-medlemmen Al Simmons debuterade för klubben 1924. Han följdes året efter av catchern Mickey Cochrane, förstabasmannen Jimmie Foxx, blott 17 år, och pitchern Lefty Grove, alla tre så småningom invalda i Hall of Fame. Till 1927 års säsong förstärktes laget med den levande legenden Ty Cobb, som vid det laget var 40 år gammal och bara spelade ytterligare en säsong, och en återvändande Eddie Collins, även han 40 år gammal och i sluttampen av karriären.

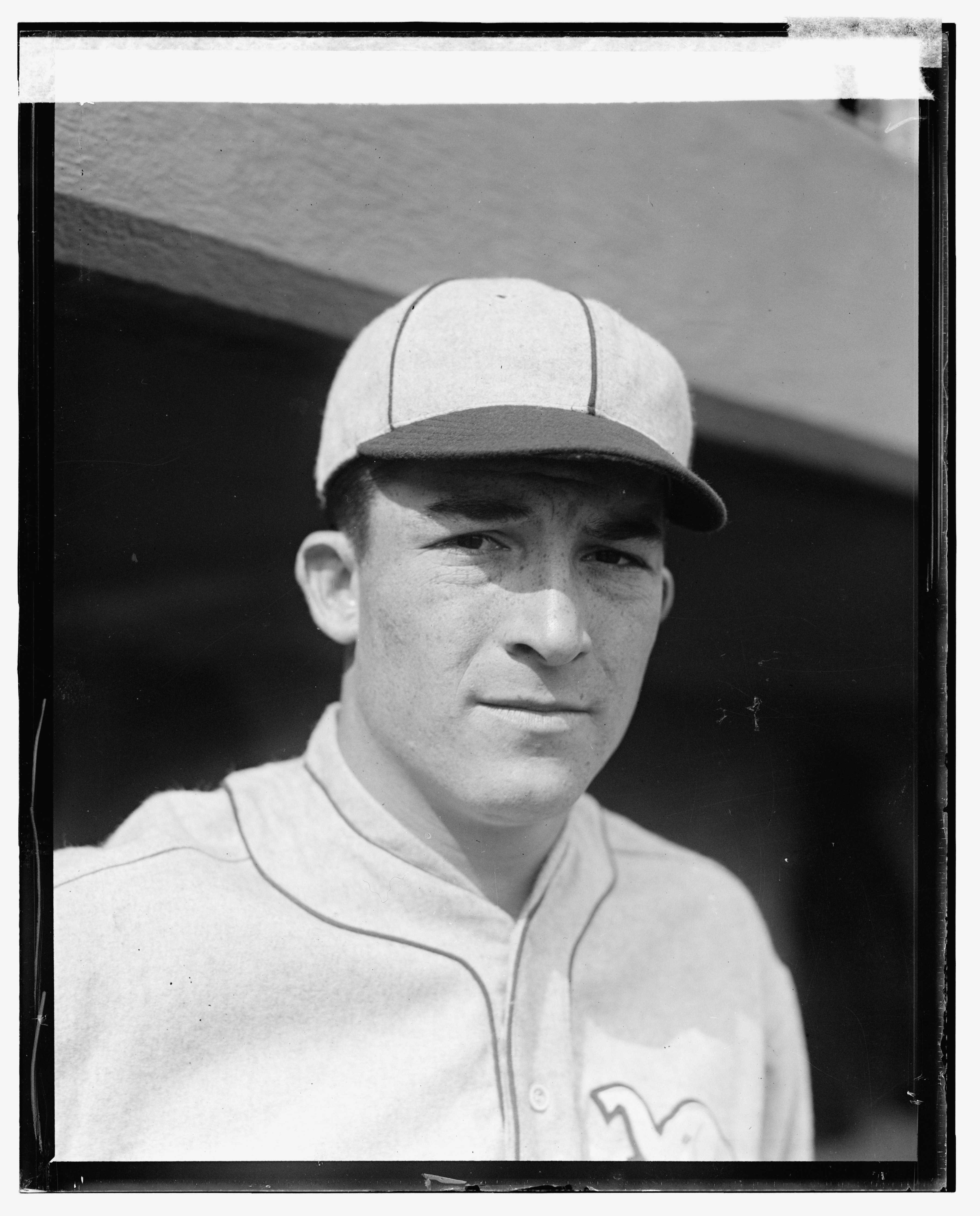
Al Simmons.

Med början 1929 vann Athletics AL tre år i rad, ledda av Al Simmons, Mickey Cochrane, Jimmie Foxx och Lefty Grove, och alla gångerna vann klubben över 100 matcher i grundserien. Dessa säsonger anses vara några av de bästa som presterats i MLB:s historia. I World Series 1929 blev det seger över Chicago Cubs med 4–1 i matcher, efter att Philadelphia vänt ett stort underläge till seger i match 4. Året efter besegrades St. Louis Cardinals med 4–2 i matcher för Athletics femte World Series-titel. 1931, då Athletics vann hela 107 matcher i grundserien och Lefty Grove erhöll AL:s första MVP Award, blev det dock förlust i World Series. I en repris av föregående år var det denna gång Cardinals som tog hem segern efter 4–3 i matcher.
Efter det att Athletics vann AL för nionde gången 1931 skulle det komma att dröja över 40 år och två flyttar av klubben innan nästa gång. Precis som efter framgångarna under första halvan av 1910-talet hade man inte råd att behålla stjärnspelarna, särskilt inte med tanke på effekterna av den stora depressionen och konkurrensen från Philadelphia Phillies i NL, och klubbens resultat blev därefter. Efter 1932 års säsong gjorde man sig av med Al Simmons och ett år senare var det Mickey Cochranes och Lefty Groves tur. Jimmie Foxx blev kvar två år till men inte ens han, som utsågs till AL:s MVP både 1932 och 1933, kunde förhindra att Philadelphia föll ned i AL:s källare. Från och med 1935 till och med 1954, Athletics sista säsong i Philadelphia, kom man på åttonde och sista plats i AL elva gånger av 20 möjliga och var aldrig bättre än fyra. Under 13 raka säsonger, från och med 1934 till och med 1946, hade Athletics fler förluster än vinster. Under 1943 års säsong tangerade klubben, liksom 1916, AL-rekordet med en svit på 20 raka förluster.

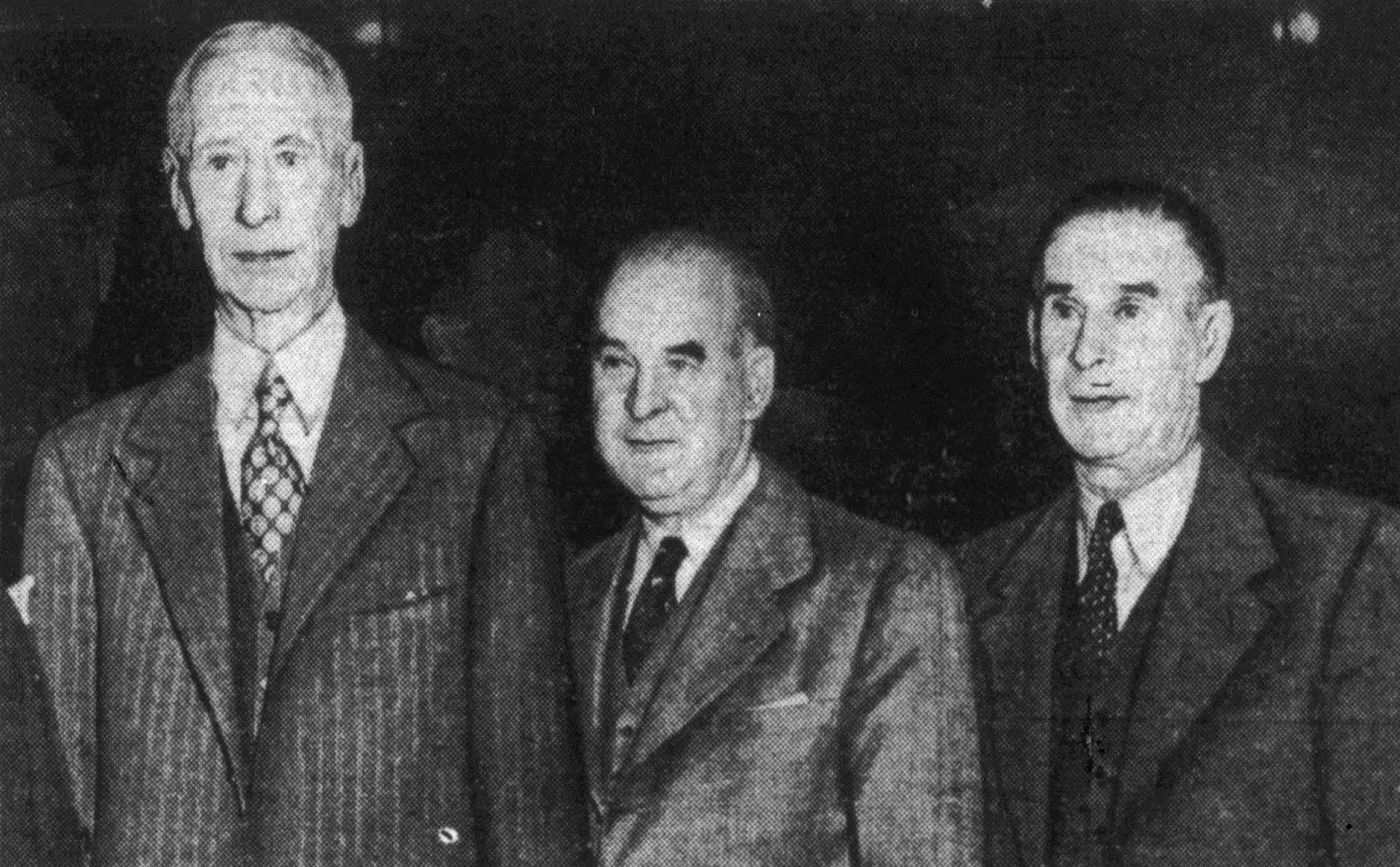
Connie Mack, Roy Mack och Earle Mack.

Tränaren Connie Mack blev klubbens huvudägare efter det att Tom och John Shibe avlidit 1936 respektive 1937. Mack, som även utsågs till klubbchef (president), och hans söner Roy, Earle och Connie Jr innehade efter det alla de viktiga positionerna i klubbledningen. Det uppstod dock slitningar mellan sönerna. Roy och Earle var Macks barn från hans första äktenskap medan den betydligt yngre Connie Jr hade fötts i hans andra äktenskap. Den yngre halvbrodern motsatte sig de äldre släktingarnas försiktiga sätt att sköta klubben, med bland annat en låg spelarbudget, och kom hela tiden med förslag på satsningar som röstades ned. Osämjan inom familjen blev inte mindre när Mack under andra halvan av 1940-talet överförde en del av sina aktier i klubben till de tre sönerna och en mindre post till hustrun, medan hans fem döttrar inte fick någonting. Det var tydligt att hans avsikt var att sönerna skulle ta över klubben efter honom så småningom.
Eftersom Mack inte hade för avsikt att ge sig själv sparken som tränare så stannade han kvar trots de dåliga resultaten från 1930-talets mitt och framåt, och trots att han efter hand visade mer och mer prov på en växande senilitet som kunde yttra sig i att han till exempel angav spelare som inte längre var kvar i klubben som inhoppare. De assisterande tränarna tog efterhand över det mesta av beslutsfattandet under matcherna. Athletics hade ändå tre hyfsade säsonger 1947–1949 med nya säsongsrekord i hemmapublik både 1947 (911 566) och 1948 (945 076). Inför 1950 års säsong satsade klubben mycket pengar på spelarköp och på renovering av Shibe Park. Detta var ett resultat av att Connie Mack Jr hade gått samman med sin mor och de efterlevande till Ben Shibe och då fått en majoritet av rösterna i klubben. När framgångar och publik uteblev under den säsongen beslutade Connie Jr och hans allierade att sälja sina aktier i klubben. Aktierna köptes i augusti, efter vissa turer, av Roy och Earle Mack i klubbens namn, och dessa två bröder tog därmed kontrollen över Athletics. Roy och Earle var tvungna att ta ett stort lån, med säkerhet i Shibe Park, för att kunna köpa aktierna och avbetalningarna på lånet skulle komma att bli betungande.
Den dåliga säsongen 1950, då klubben förlorade mer än 100 matcher i grundserien och hade ett hemmasnitt på bara drygt 4 000 åskådare, blev droppen för Connie Mack som till slut motvilligt gick med på att kliva åt sidan. Hans exceptionellt långa karriär som Athletics tränare tog därmed slut efter 50 säsonger. Mack var 87 år gammal vid tillfället, men stannade ändå kvar i klubben som klubbchef. Klubbens nya tränare blev den före detta Athletics-spelaren Jimmy Dykes, som dock inte kunde vända skutan och bara varade tre säsonger på positionen. Ett par ljusglimtar under dessa säsonger var att pitchern Bobby Shantz vann AL:s MVP Award 1952 och att Harry Byrd vann AL:s Rookie of the Year Award samma år.

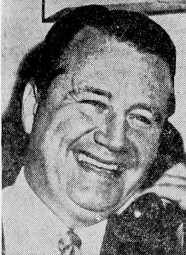
Arnold Johnson vid tiden för hans köp av klubben 1954.

Det såg inte ljust ut för Athletics inför 1954 års säsong – en undermålig spelartrupp där man tvingats göra sig av med de högst betalda spelarna, dåligt med publikintresse, stora skulder och en åldrad hemmaarena (som hade döpts om till Connie Mack Stadium ett år tidigare) i ett område på nedgång med dåliga parkeringsmöjligheter och dito allmänna kommunikationer. För att spara pengar gjorde man en av spelarna, Eddie Joost, till spelande tränare med en löneförhöjning på bara 25 %. När publiken svek under säsongen innebar det stora ekonomiska problem för Athletics. Roy och Earle Mack ville sälja klubben, helst till investerare som inte skulle flytta den från Philadelphia, men Roy var i motsats till Earle mycket angelägen om att få en betydelsefull position i klubben efter försäljningen, närmare bestämt som klubbchef. Detta gjorde många potentiella investerare tveksamma, då de inte hade något större förtroende för honom.
En investerargrupp som var intresserad av att köpa klubben leddes av affärsmannen Arnold Johnson. Johnson ägde Yankee Stadium och hade stöd av New York Yankees mäktiga ägare. Han gav ett bud på 4,5 miljoner dollar och gjorde klart att hans avsikt var att flytta klubben till Kansas City i Missouri. Budet accepterades inte. Samtidigt stod det klart att de andra sju klubbägarna i AL ansåg att Athletics behövde flyttas till en ny stad. De hade sett hur två andra klubbar som hade flyttats de två föregående åren, Boston Braves till Milwaukee och St. Louis Browns till Baltimore, hade fått mycket högre publiksiffror i sina nya städer, och de satte press på Athletics att acceptera Johnsons bud. Just när det såg ut som om allt var klart dök en ny grupp investerare från Philadelphia upp, som lovade att inte flytta klubben. I en dramatisk vändning skrevs ett försäljningsavtal snabbt under med dessa i stället, för fyra miljoner dollar.
Avtalet behövde dock godkännas av de andra klubbägarna och Johnson gav inte upp sina försök att köpa klubben. Han fick till ett möte med Roy Mack hemma hos denne och meddelade Roy att han gjort vissa ändringar i anbudet så att Roy skulle bli delägare och få ett stort belopp i kontanter samt att Roy och dennes son Connie Mack III båda skulle få framträdande positioner i klubben, om den såldes till honom. Detta ledde till att Roy ändrade sig igen. Det fanns ju dock ett påskrivet avtal med investerarna från Philadelphia som inte bara Roy utan också hans bror Earle och far Connie hade skrivit på, medan det inte fanns något skriftligt avtal med Johnson. Johnson hade dock en mäktig allierad i ägarna av New York Yankees, och vid AL:s klubbägarmöte i slutet av oktober 1954 förkastades avtalet med investerarna från Philadelphia med en rösts marginal. Mycket talar för att Roy Mack själv röstade nej för Athletics räkning, utan att förvarna Philadelphia-investerarna eller sin bror och far om detta. Connie Mack gjorde i ett öppet brev klart att han var mycket besviken på sin son.
Nedröstningen av klubbägarna innebar slutet för anbudet från Philadelphia. Eftersom det var uteslutet för Connie, Earle och Roy Mack att fortsätta driva klubben återstod inget annat val än att sälja den till Johnson, vilket till slut även Connie och Earle gick med på att göra. Vid ett nytt möte i början av november röstades avtalet igenom av AL:s klubbägare och Athletics tid i Philadelphia var därmed över efter 54 år.

### Kansas City-eran (1955–1967)

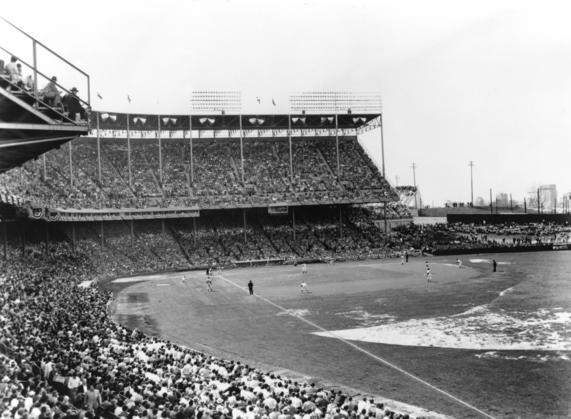
Kansas City Athletics första hemmamatch någonsin.

Efter flytten till Kansas City döptes klubben om till Kansas City Athletics och fick en ny tränare i Lou Boudreau. Klubbens nya hemmaarena blev Municipal Stadium, som hade byggts om och fått en utökad publikkapacitet, på cirka 30 000 åskådare, inför Athletics ankomst. Publikmässigt blev flytten en succé – nästan 1,4 miljoner åskådare löste biljett i arenan under 1955 års säsong, vilket var klart fler än under någon av säsongerna i Philadelphia. Sportsligt gick det inte lika bra och det blev en sjätteplats av åtta i AL den första säsongen. Fortsättningen blev inte bättre och efter halva säsongen 1957 fick Boudreau sparken och ersattes av Harry Craft. Under honom hade klubben sin bästa säsong i Kansas City 1958, men inte ens då lyckades man vinna fler matcher (73) än man förlorade (81) och slutade på sjunde plats i AL.
Arnold Johnson avled i början av 1960. Under hans tid som klubbens huvudägare hade det genomförts flera bytesaffärer med New York Yankees, som enligt vissa för det mesta gynnade Yankees. Åsikten har framförts att Athletics var något av en farmarklubb för Yankees under denna period. Johnsons 52 % av klubben tillföll hans änka, som redan i slutet av 1960 sålde andelen till Charlie Finley för 1 975 000 dollar. Finley köpte sedan ut minoritetsägarna och blev ensam ägare till klubben.
1960 hade Bob Elliott varit tränare för Kansas City, men Finley bytte ut honom mot Joe Gordon inför 1961 års säsong. Gordon fick dock sparken efter mindre än halva säsongen och ersattes av Athletics rightfielder Hank Bauer. Bauer fick gå efter 1962 års säsong och ny tränare blev Eddie Lopat. En annan nyhet 1963 var Athletics revolutionerande spelardräkter. Finley ansåg att de dräkter som förekom vid den tiden, vilka alla var vita på hemmaplan och gråa på bortaplan, var för tråkiga och att det behövdes mer färg för att göra sporten attraktiv. Han fick tillstånd att använda dräkter som var gröna och gula, något som väckte anstöt och löje hos många traditionalister. Med tiden blev detta dock en älskad färgkombination bland fansen och den används av klubben än i dag.

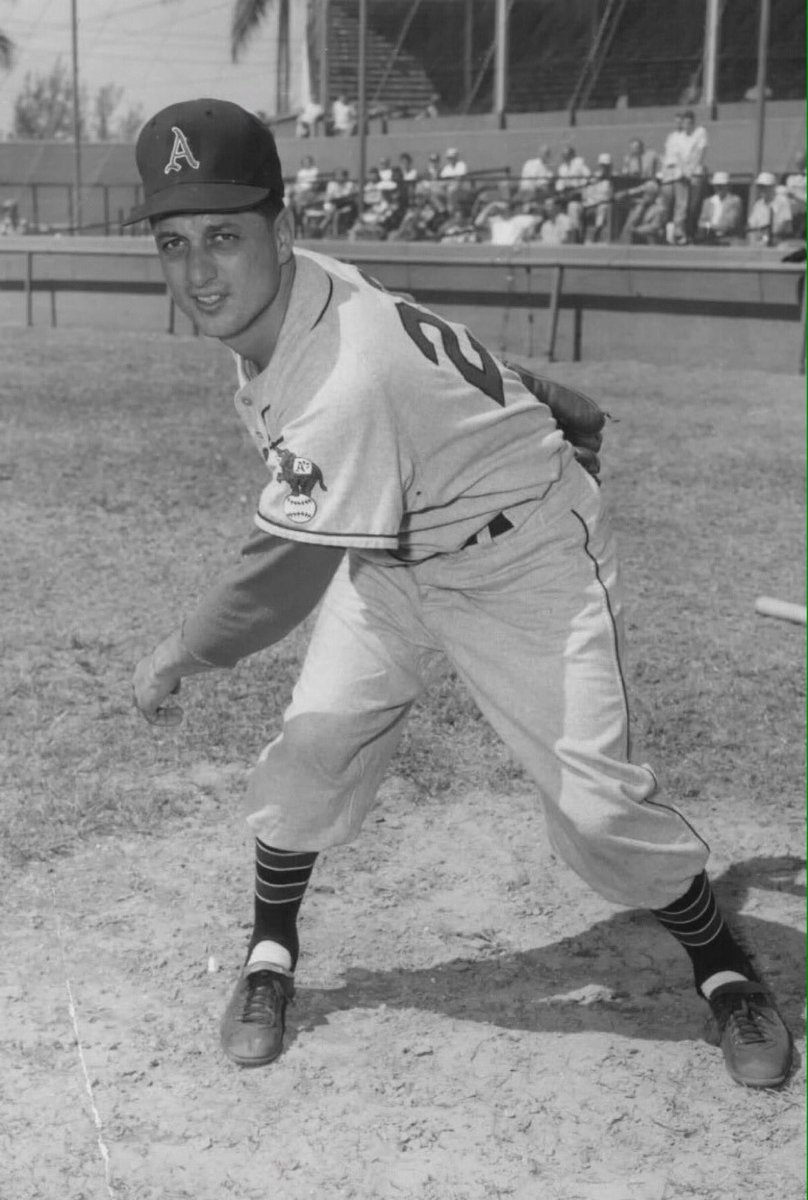
Tommy Lasorda, som senare blev en legendarisk tränare, spelade för Kansas City Athletics 1956.

Charlie Finley började redan kort tid efter det att han köpt klubben att undersöka möjligheterna att flytta den till en annan stad. Atlanta i Georgia, Dallas-Fort Worth i Texas och Oakland i Kalifornien var städer som tidigt nämndes som tänkbara destinationer. I januari 1964 skrev han på ett hyreskontrakt avseende en arena i Louisville i Kentucky med avsikt att spela där den kommande säsongen, men detta satte de andra klubbägarna i AL stopp för. Finley skrev då på en avsiktsförklaring med Oakland som gick ut på att han skulle flytta klubben dit, och meddelade att han bara tänkte skriva på ett tvåårigt hyresavtal avseende Municipal Stadium i Kansas City. Efter det att de andra klubbägarna i AL hotat att utesluta honom gick han med på ett fyraårigt hyresavtal i stället, till och med 1967.
Lopat fick sparken en bit in på 1964 års säsong och ersattes av Mel McGaha. Efter en usel start på 1965 års säsong gav Finley även honom sparken och Haywood Sullivan utsågs att ta över. I samma veva debuterade den 19-åriga pitchern Catfish Hunter, som senare valdes in i National Baseball Hall of Fame, för klubben. Strax efter det hölls den första draften i MLB:s historia. Athletics, som hade kommit sist i AL den föregående säsongen, fick välja först av alla och valde Rick Monday. I början av september samma säsong, i ett försök att locka publik till Municipal Stadium, lät Finley lagets shortstop Bert Campaneris spela på alla nio positioner under en och samma match. I samma syfte skrev han kontrakt med den vid det laget 59-åriga Negro leagues-legendaren Satchel Paige, som pitchade tre inningar (utan att tillåta några poäng) för Kansas City i en match i slutet av september. Trots Finleys ansträngningar kom bara cirka 528 000 åskådare till Athletics hemmamatcher, den lägsta siffran sedan flytten till Kansas City.
Under ännu en ny tränare, Alvin Dark, spelade Athletics något bättre 1966 än under de närmast föregående säsongerna och blev sjua i AL, som sedan 1961 bestod av tio klubbar. Publiksiffran steg med nästan 250 000 åskådare jämfört med bottennoteringen året innan. Inför 1967 års säsong bestämde Finley att klubbens spelare skulle ha vita skor i stället för svarta. Under den säsongen debuterade rightfieldern och den framtida Hall of Fame-medlemmen Reggie Jackson för Kansas City. Säsongen blev dock en besvikelse och mot slutet av den fick även Dark sparken i samband med en schism mellan Finley och spelarna. Luke Appling blev ny tränare, men kunde inte förhindra att Athletics slutade sist i AL.
Efter 1967 års säsong löpte Finleys hyreskontrakt avseende Municipal Stadium ut, och denna gång fick han till slut ett godkännande av de andra klubbägarna i AL att flytta klubben. Han valde Oakland som destination, troligen eftersom där fanns en relativt nybyggd arena. Samtidigt beslutade klubbägarna att Kansas City skulle få en ny klubb, vilken fick namnet Kansas City Royals och började spela redan 1969.

### Oakland-eran (1968–2024)
Med det nya namnet Oakland Athletics flyttade klubben in i sin nya hemmaarena Oakland-Alameda County Coliseum, som hade stått färdig 1966 och redan användes av Oakland Raiders i American Football League (AFL). Myndigheterna i Oakland krävde att Finley skulle hyra arenan i minst 20 år, vilket han gick med på. Athletics fick även en ny tränare i Bob Kennedy. En av de assisterande tränarna, om än bara för en säsong, var den gamla storspelaren Joe DiMaggio.

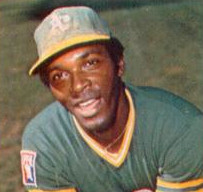
Vida Blue.

Redan under den första säsongen i Oakland lyckades klubben vinna fler matcher än man förlorade (82–80) och det var första gången som det hände sedan 1952, då man fortfarande spelade i Philadelphia. En höjdpunkt under säsongen inträffade den 8 maj, då Catfish Hunter pitchade en perfect game, den blott nionde i MLB:s historia. Trots framstegen fick Kennedy sparken av Finley, som i stället anställde Hank Bauer för andra gången (Bauer var även klubbens tränare 1961–1962).
Athletics förbättrade sitt spel ytterligare 1969, då man blev tvåa i den nybildade West Division. Bauer fick ändå sparken i slutet av säsongen och ersattes av John McNamara. Oakland hade vid det laget en kärna av unga talangfulla spelare som ovan nämnda Catfish Hunter, Reggie Jackson och Bert Campaneris samt tredjebasmannen Sal Bando, pitchern Vida Blue och den framtida Hall of Fame-medlemmen Rollie Fingers, också han pitcher. Med dessa spelare i laget, och med den nya tränaren Dick Williams, senare invald i Hall of Fame, tog Athletics hem West Division 1971 med 101 vinster och 60 förluster. Baltimore Orioles vann dock över Oakland med 3–0 i matcher i slutspelets American League Championship Series (ALCS). Vida Blue vann både AL:s Cy Young Award, klubbens första, och AL:s MVP Award den säsongen.

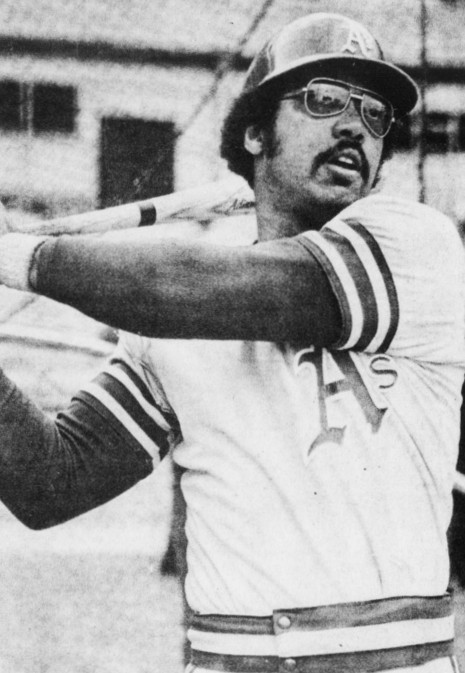
Reggie Jackson under World Series 1973.

Athletics vann AL West igen 1972, och i en jämn matchserie besegrades Detroit Tigers i ALCS med 3–2 i matcher. För första gången sedan 1931 hade klubben därmed kvalificerat sig för World Series, men Reggie Jackson kunde inte spela på grund av skada. Cincinnati Reds stod för motståndet och det var jämnt igen; de fem första matcherna avgjordes alla med bara ett poängs marginal, varav tre i Oaklands favör. Till slut blev det en sjunde och avgörande match, som Athletics vann med 3–2 på bortaplan. Gene Tenace, som bara slog fem homeruns under grundserien, blev den osannolika hjälten genom att slå fyra homeruns under matchserien. Han utsågs till World Series MVP. Det var klubbens första World Series-titel på 42 år och den första stora sporttiteln genom tiderna för staden Oakland.
Året efter vann Athletics AL West för tredje gången i rad, och för första gången sedan flytten till Oakland kom mer än en miljon åskådare till klubbens hemmamatcher. Reggie Jackson vann AL:s MVP Award. Efter att ha slagit ut Baltimore Orioles i ALCS med 3–2 i matcher väntade New York Mets i World Series. Match 2 var den dittills längsta matchen i MLB:s slutspelshistoria (fyra timmar och 13 minuter). Efter fem matcher låg Oakland under med 2–3, men vann titeln för andra året i rad tack vare två avslutande vinster. Reggie Jackson vann även World Series MVP Award. Tränaren Dick Williams sade överraskande upp sig efter segern, trött på att ägaren Charlie Finley hela tiden lade sig i hans jobb.
Framgångarna fortsatte 1974 med ytterligare en divisionsseger, nu med Alvin Dark som tränare för andra gången. Catfish Hunter tog hem AL:s Cy Young Award. I slutspelet klarades Baltimore Orioles av i ALCS med 3–1 i matcher. Athletics mötte Los Angeles Dodgers i World Series, och det var första gången som båda klubbarna kom från Kalifornien. Oakland vann med 4–1 i matcher, men alla matcher utom en var mycket jämna (alla dessa fyra matcher slutade 3–2, tre av dem till Athletics). Klubbens tredje raka World Series-titel var därmed ett faktum. Rollie Fingers utsågs till matchseriens MVP.
Catfish Hunter lämnade klubben efter 1974 års säsong efter en kontraktsdispyt med Charlie Finley, men Athletics tog ändå hem AL West för femte raka året. Boston Red Sox vann dock sedan ALCS med 3–0 i matcher. Inför 1976 års säsong bytte Finley bort Reggie Jackson och det blev en andraplats i AL West. Därefter tappade klubben Rollie Fingers, Bert Campaneris och Sal Bando, vilka alla blev free agents efter 1976. Inför 1978 års säsong trejdades Vida Blue. Ersättarna var inte av samma kaliber och Athletics slutade sist eller näst sist i AL West 1977–1979. Med de dåliga resultaten följde en nedgång i publikintresse; 1979 drog klubben bara lite drygt 300 000 åskådare till Oakland-Alameda County Coliseum (som av vissa hade börjat kallas ett mausoleum) och vid ett tillfälle den säsongen kom bara 653 personer till en match. Finley hade sin vana trogen dåligt med tålamod med klubbens tränare och flera kom och gick under dessa år – Chuck Tanner 1976 (som ovanligt nog för en tränare blev bortbytt till en annan klubb), Jack McKeon 1977, Bobby Winkles 1977–1978, Jack McKeon igen 1978 och Jim Marshall 1979.

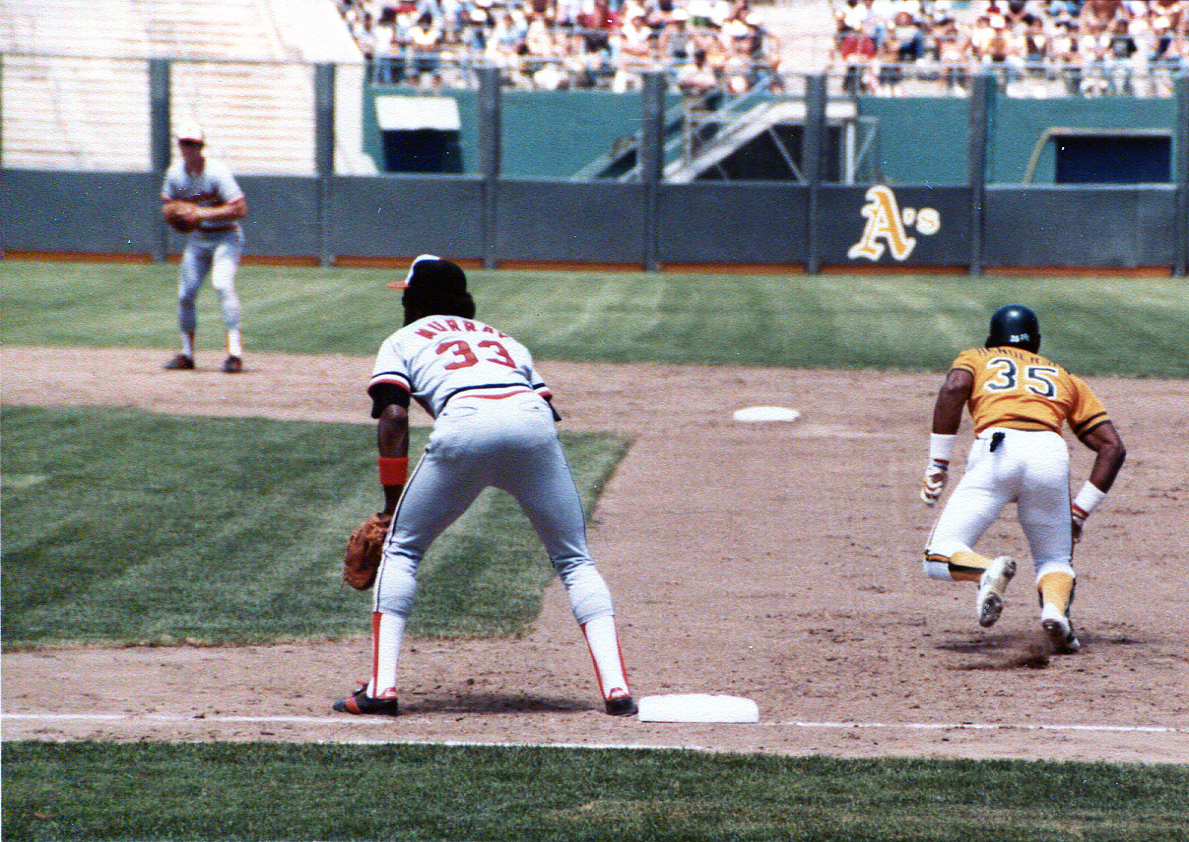
Rickey Henderson (till höger) i färd med att stjäla andra bas cirka 1983.

Med nya tränaren Billy Martin gick det bättre för Athletics 1980, och det blev en andraplats i AL West. En starkt bidragande orsak var leftfieldern Rickey Henderson, som hade debuterat föregående säsong och som senare valdes in i National Baseball Hall of Fame. Henderson var mycket snabb och stal hela 100 baser under grundserien, ett nytt AL-rekord.
Sommaren 1980 ansökte Charlie Finleys fru om skilsmässa, och då hon inte var intresserad av att få en ägarandel i Athletics tvingades han att sälja klubben. Eftersom myndigheterna i Oakland vägrade att gå med på att bryta det 20-åriga hyresavtal avseende Oakland-Alameda County Coliseum som Finley skrev på när han flyttade klubben dit 1968, blev han tvungen att sälja till någon som ville behålla Athletics i Oakland. Klubben köptes av Walter A. Haas Jr, ordförande i klädföretaget Levi Strauss & Co., samt dennes son Walter J. Haas och svärson Roy Eisenhardt för 12,7 miljoner dollar.
1981 blev säsongen uppdelad i två halvor på grund av en strejk bland spelarna mitt under säsongen. De klubbar som vann sin division i vardera halva gick till slutspel, alltså dubbelt så många klubbar som normalt. På grund av detta införde man denna säsong en extra slutspelsomgång före ALCS kallad American League Division Series (ALDS). Eftersom Oakland vann sin division i den första halvan fick man möta andra halvans vinnare Kansas City Royals i ALDS, och där blev det seger med 3–0 i matcher. Därefter följde ALCS mot New York Yankees, men där blev det förlust med samma siffror.
Därefter följde några säsonger med sämre resultat, men publiken hade hittat tillbaka efter bottennoteringen 1979. Från och med 1981 låg den totala publiksiffran klart över miljonen varje säsong. Rickey Henderson fortsatte att imponera och satte ett nytt MLB-rekord med 130 stulna baser 1982, ett rekord som kanske aldrig kommer att slås. Efter den säsongen fick Billy Martin sparken och ny tränare blev Steve Boros, som var en av de första att använda sig av datorer för att analysera motståndarna. Även han fick dock sparken, under 1984 års säsong, och ersattes av Jackie Moore. Rickey Henderson byttes bort efter den säsongen.
Under 1986 års säsong inleddes ett nytt kapitel i Athletics historia. Jackie Moore fick sparken mitt under säsongen och ersattes först tillfälligt av Jeff Newman och sedan av Tony La Russa. La Russa kom senare att bli invald i National Baseball Hall of Fame efter en lång och framgångsrik tränarkarriär. Samma säsong innebar genombrottet för outfieldern Jose Canseco, som vann AL:s Rookie of the Year Award efter att bland annat ha slagit 33 homeruns. Redan ett år senare fick en annan Athletics-spelare, förstabasmannen Mark McGwire, samma pris, och han slog hela 49 homeruns vilket var nytt MLB-rekord för nykomlingar. Med dessa två slagmän, som kom att kallas "The Bash Brothers", i laget och med två framtida medlemmar i National Baseball Hall of Fame i pitchern Dennis Eckersley och designated hittern Dave Parker, gick Athletics in i en ny storhetstid.
1988, då klubben för första gången drog över två miljoner åskådare till sina hemmamatcher, tog Athletics hem AL West efter att ha vunnit hela 104 matcher i grundserien, det högsta antalet för klubben sedan 1931. I ALCS slog man sedan ut Boston Red Sox med 4–0 i matcher. I World Series ställdes Oakland mot Los Angeles Dodgers, som vann match 1 efter en numera legendarisk homerun av Kirk Gibson mot Dennis Eckersley med två brända i botten av den nionde inningen. Athletics återhämtade sig aldrig efter den chocken och föll med 1–4 i matcher. Den säsongen vann Jose Canseco AL:s MVP Award, medan shortstopen Walt Weiss vann AL:s Rookie of the Year Award, klubbens tredje i rad, och Tony La Russa vann AL:s Manager of the Year Award.
Mitt under 1989 års säsong bytte Athletics till sig Rickey Henderson, fyra och ett halvt år efter det att han hade bytts bort. Han spelade mycket bra under resten av säsongen och bidrog till att klubben vann AL West igen. I ALCS glänste han när det blev 4–1 i matcher mot Toronto Blue Jays. I World Series blev det ett derby mot San Francisco Giants från andra sidan av San Franciscobukten. Oakland vann de två första matcherna hemma, men precis före starten av match 3 i San Francisco drabbades regionen av en förödande jordbävning. Matchen sköts upp i tio dagar och när den väl spelades vann Athletics igen, liksom i match 4. Klubbens nionde World Series-titel var därmed bärgad. Pitchern Dave Stewart utsågs till matchseriens MVP.
Dave Parker lämnade klubben efter 1989 års säsong, men under den nästföljande säsongen bytte Oakland till sig en annan framtida medlem i Hall of Fame i designated hittern Harold Baines. Anförda av Rickey Henderson, som vann AL:s MVP Award, och pitchern Bob Welch, som vann AL:s Cy Young Award, vann Athletics AL West för tredje året i rad efter att ha vunnit 103 matcher i grundserien. Det blev också ett nytt publikrekord för tredje året i rad – 2 900 217. I slutspelet blev det först en övertygande seger över Boston Red Sox med 4–0 i matcher innan man mycket överraskande förlorade mot Cincinnati Reds med 0–4 i matcher i World Series.
Oakland vann AL West 1992 för fjärde gången på fem säsonger, trots att man i slutet av säsongen oväntat bytte bort Jose Canseco. Dennis Eckersley hade en fantastisk säsong och vann både AL:s MVP Award och AL:s Cy Young Award och Tony La Russa vann AL:s Manager of the Year Award för andra gången med klubben (och tredje totalt). Toronto Blue Jays blev dock för svåra i ALCS och vann med 4–2 i matcher. Efter den säsongen bytte Athletics bort Harold Baines.
1993 kom Athletics sist i divisionen och framgångarna var över för den här gången. Rickey Henderson byttes bort under den säsongen, men skrev på för Oakland igen inför nästa säsong. Tony La Russa blev kvar som tränare till och med 1995 och efterträddes av Art Howe. Samtidigt försvann Rickey Henderson som free agent. Det var också efter 1995 års säsong som ägaren Walter A. Haas Jr avled och klubben köptes av Steve Schott och Ken Hofmann. Dennis Eckersley byttes bort inför 1996 års säsong, medan Mark McGwire fortsatte att slå homeruns för Athletics fram till dess att även han blev bortbytt mot slutet av 1997. Under den sistnämnda säsongen skedde en kort återförening av "The Bash Brothers" då Jose Canseco gjorde en ettårig comeback för Oakland.

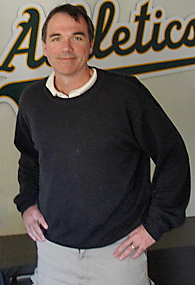
Billy Beane.

Som så ofta gick publiksiffrorna ner i takt med resultaten och under andra halvan av 1990-talet kom det bara drygt en miljon åskådare per säsong till Oaklands hemmamatcher. Värt att nämna från denna tid är även att klubben inledde 1996 års säsong med sex "hemmamatcher" i Las Vegas på grund av att Oakland-Alameda County Coliseum genomgick en omfattande renovering, att Billy Beane utsågs till ny sportchef (general manager) efter 1997 års säsong, att rightfieldern Ben Grieve vann AL:s Rookie of the Year Award 1998 och att Rickey Henderson gjorde en sista säsong för klubben samma år.
Under ledning av Billy Beane, som revolutionerade sporten genom att fokusera på att hitta billiga men nyttiga spelare med hjälp av avancerad dataanalys, började Athletics bli en konkurrenskraftig klubb igen kring millennieskiftet och vann AL West 2000. Den stora stjärnan var förstabasmannen Jason Giambi, som vann AL:s MVP Award. I det nya slutspelsformatet som MLB använt sedan 1995 var det en ny första omgång (som hade förekommit tillfälligt under strejksäsongen 1981) – American League Division Series (ALDS). Athletics ställdes där mot dubbla regerande World Series-mästarna New York Yankees, och förlorade med 2–3 i matcher.
Oakland vann 102 matcher 2001, men kom ändå bara tvåa i divisionen efter Seattle Mariners som satte ett nytt AL-rekord med 116 vinster. Athletics fick ändå en slutspelsplats som wild card, men föll i ALDS mot New York Yankees, som nu var tredubbla regerande World Series-mästare, med 2–3 i matcher för andra året i rad, denna gång efter att ha vunnit de två första matcherna. Yankees-spelaren Derek Jeter gjorde ett berömt defensivt spel i match 3, som förhindrade Athletics från att kvittera Yankees 1–0-ledning i matchen. Athletics hade en total publiksiffra hemma på över två miljoner för första gången sedan 1993.

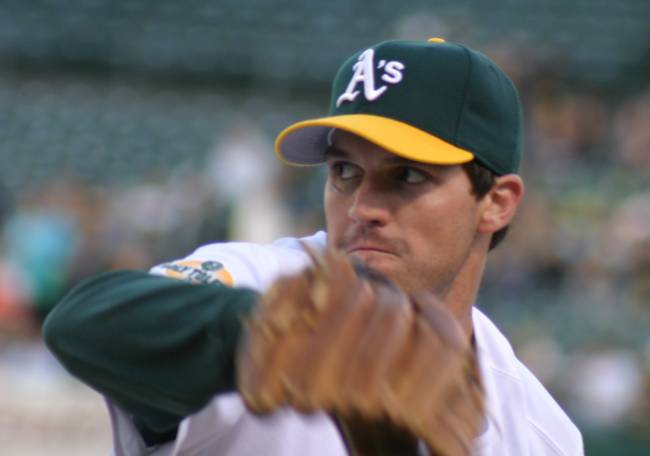
Barry Zito.

Efter 2001 års säsong förlorade Oakland Jason Giambi, som blev free agent. Trots detta, och med en förhållandevis liten spelarbudget, lyckades klubben vinna 103 matcher och ta hem AL West. Under en period från mitten av augusti till början av september vann Athletics 20 matcher i rad, vilket var ett nytt AL-rekord. Den osannolika säsongen tog dock slut direkt i ALDS, där det blev förlust mot Minnesota Twins med 2–3 i matcher. Individuellt belönades shortstopen Miguel Tejada med AL:s MVP Award och pitchern Barry Zito med AL:s Cy Young Award. Athletics säsong, och Billy Beanes sätt att nå resultat med små medel, beskrevs året efter i boken Moneyball: The Art of Winning an Unfair Game av Michael Lewis. Boken gjordes senare om till den Oscarsnominerade filmen Moneyball, som kom ut 2011, med Brad Pitt i huvudrollen som Billy Beane.
Athletics hade ännu en bra säsong 2003, med nya tränaren Ken Macha, och vann divisionen för tredje gången på fyra säsonger. I slutspelet blev det dock respass i ALDS med 2–3 i matcher för fjärde året i rad, denna gång mot Boston Red Sox. Precis som två år tidigare vann Oakland de två första matcherna. Året efter det var man mycket nära att vinna AL West igen, men fick nöja sig med andra plats och missade slutspelet. Shortstopen Bobby Crosby vann AL:s Rookie of the Year Award den säsongen.
I samband med säsongsinledningen 2005 såldes klubben till en grupp investerare för cirka 180 miljoner dollar. Majoritetsägare blev John Fisher, men det var en annan ägare, Lew Wolff, som tog över ledningen av klubben.
Även 2005 blev Athletics tvåa i divisionen, men man inledde dåligt och var i slutet av maj bara 17–32 (17 vinster och 32 förluster). Därefter gick det plötsligt mycket bättre och i början av augusti blev Athletics den första klubben i MLB:s historia att gå från att ha 15 fler förluster än vinster till att ha 15 fler vinster än förluster under samma säsong. För andra året i rad vann en spelare i klubben, i det här fallet pitchern Huston Street, AL:s Rookie of the Year Award. Inför 2006 års säsong kom designated hittern Frank Thomas, senare invald i National Baseball Hall of Fame, till klubben på ett ettårskontrakt efter 16 mycket framgångsrika säsonger för Chicago White Sox. Thomas hade vid 38 års ålder en av sina bättre säsonger och hjälpte Oakland till en ny AL West-titel. Därefter lyckades Athletics vinna en ALDS för första gången sedan den slutspelsomgången blev permanent 1995. Det var Minnesota Twins som besegrades, med 3–0 i matcher. I ALCS, Oaklands första sedan 1992, blev Detroit Tigers för svåra och vann med 4–0 i matcher. Efter säsongen fick tränaren Ken Macha sparken och ersattes av Bob Geren. Athletics misslyckades 2007 med att ha fler vinster än förluster för första gången sedan 1998, och det blev början på några svaga säsonger med missade slutspel.
Under 2008 bad Lew Wolff MLB om tillstånd att få flytta klubben till San Jose, cirka 55 kilometer söder om Oakland, men planerna gick i stå under flera år eftersom San Francisco Giants motsatte sig flytten och hävdade att de hade ensamrätt till San Jose-området.

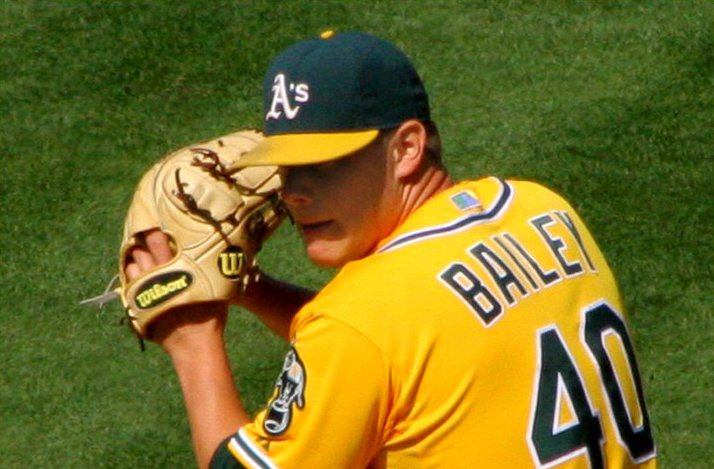
Andrew Bailey.

Pitchern Andrew Bailey vann AL:s Rookie of the Year Award 2009 och Dallas Braden pitchade en perfect game den 9 maj 2010, den 19:e i MLB:s historia. Annars fanns det inte många glädjeämnen vid den här tiden och under 2011 års säsong sparkades Bob Geren. Ny tränare blev Bob Melvin. Under Melvins första hela säsong 2012 överraskade Athletics alla förståsigpåare och i den allra sista matchen säkrades divisionstiteln, trots att man hade de lägsta spelarlönerna i MLB. I ALDS mot Detroit Tigers tog dock det roliga slut; Tigers vann med 3–2 i matcher. Bob Melvin vann AL:s Manager of the Year Award den säsongen.
Athletics vann AL West även 2013, men historien upprepade sig och klubben föll i ALDS mot Detroit Tigers med 2–3 i matcher precis som föregående säsong. Året efter det blev det en andraplats i divisionen, men Oakland gick till slutspel som en av två wild cards. I klubbens första American League Wild Card Game (ALWC), en slutspelsomgång som hade införts 2012, blev det förlust mot Kansas City Royals efter en dramatisk match som inte avgjordes förrän i den tolfte inningen. Den säsongen kom Athletics upp i över två miljoner åskådare på sina hemmamatcher för första gången sedan 2005. Det var också under 2014 som klubben skrev på ett nytt tioårigt hyresavtal avseende hemmaarenan, som vid det laget var åldrad, samtidigt som diskussioner fördes om att bygga en ny arena i Oakland.
I oktober 2015 avgjordes en rättstvist som hade inletts sommaren 2013, då MLB stämdes av staden San Jose. Staden ifrågasatte MLB:s rätt att hindra Athletics från att flytta till San Jose, en rätt som grundade sig i MLB:s undantag från USA:s konkurrenslagar. Staden förlorade både i första och andra instans och USA:s högsta domstol tog inte upp fallet.
Oakland kom sist i AL West tre säsonger i rad 2015–2017. Under denna period, efter 2016 års säsong, lämnade Lew Wolff över ledningen av klubben till majoritetsägaren John Fisher, som skulle fortsätta sökandet efter en plats i Oakland att bygga en ny arena på. I september 2017 offentliggjorde klubben planer på en ny arena vid Lake Merritt nära Oaklands centrum, men bara tre månader senare avbröt landägarna alla samtal med klubben.

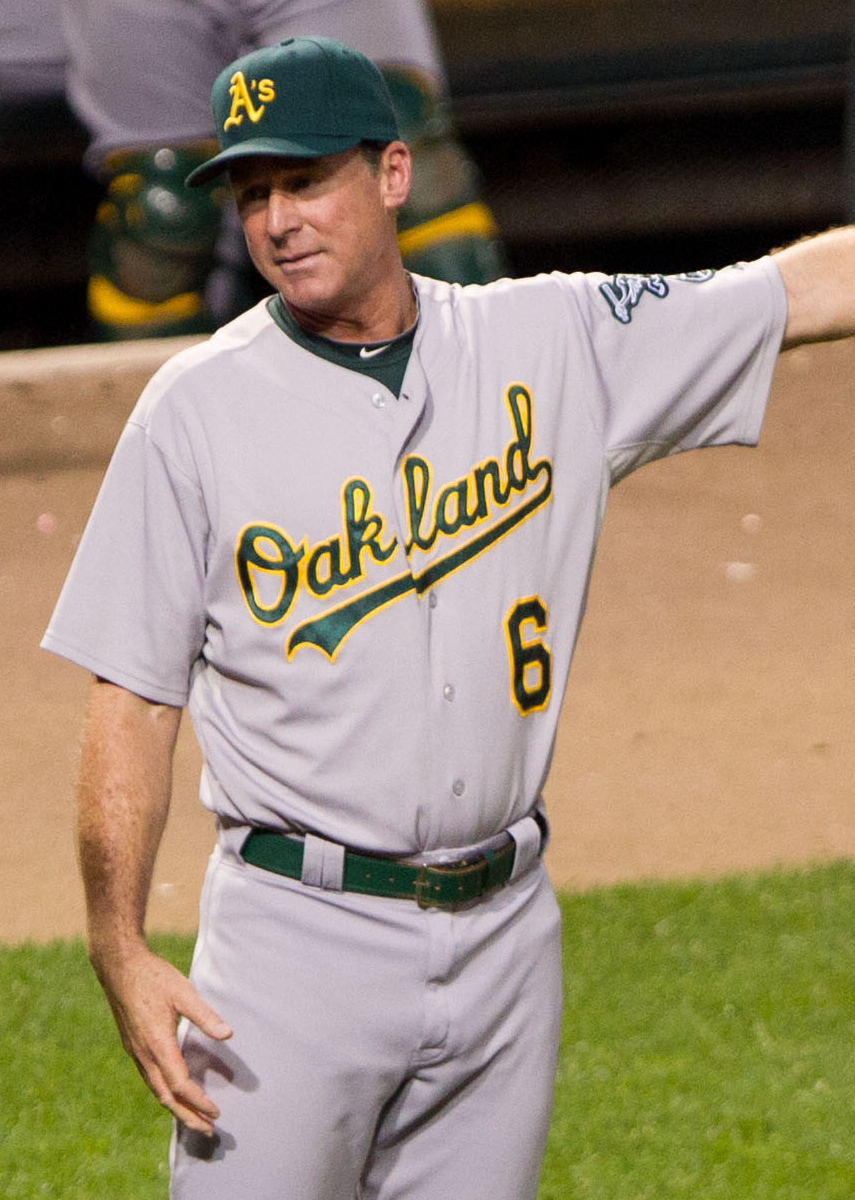
Bob Melvin.

Athletics genomgick en dramatisk förbättring 2018, då man vann 97 matcher och blev tvåa i divisionen. I ALWC mötte man sedan New York Yankees, men där blev det förlust. Bob Melvin, som fick ut det bästa ur en spelartrupp med den lägsta lönesumman i MLB, erhöll sin tredje Manager of the Year Award, den andra som tränare för Athletics. I november 2018 meddelade klubbledningen att man planerade att bygga en ny arena vid Howard Terminal i Oakland, med en kapacitet på 34 000 åskådare.
Även 2019 vann Oakland 97 matcher och det blev en ny andraplats i AL West. Inte heller den här gången kunde Athletics dock vinna ALWC, i stället var det Tampa Bay Rays som vann och gick vidare till ALDS.
På grund av covid-19-pandemin inleddes inte 2020 års säsong förrän i slutet av juli, nästan fyra månader senare än normalt, och säsongen förkortades från 162 till 60 matcher. För Oakland innebar säsongen en förstaplats i divisionen efter 36 vinster och en plats i den tillfälligt införda American League Wild Card Series (ALWC), som bestod av tre matcher i stället för en. Athletics slog Chicago White Sox med 2–1 i matcher och gick därmed vidare från en slutspelsomgång för första gången sedan 2006. Divisionsrivalerna Houston Astros besegrade dock Athletics i ALDS med 3–1 i matcher. Året efter var klart godkänt med 86 vinster och en tredjeplats i AL West, men publiken hittade inte tillbaka efter pandemisäsongen. Bara cirka 700 000 åskådare kom, nästan en hel miljon färre än 2019. 2021 blev den sista säsongen med Bob Melvin som tränare och han efterträddes av Mark Kotsay.
Under tiden fortsatte arbetet med att planera en ny arena vid Howard Terminal, men när detta stötte på olika hinder och drog ut på tiden ansåg både MLB och klubbledningen i maj 2021 att Athletics också måste undersöka möjligheten att flytta klubben till en annan stad. Situationen i den dåvarande hemmaarenan bedömdes vara ohållbar. Redan senare samma månad besökte klubbledningen Las Vegas i Nevada för ett första möte med lokala politiker och affärsmän angående att bygga en arena där. Howard Terminal-projektets miljökonsekvensbeskrivning presenterades i december samma år och godkändes av staden Oakland i februari 2022.
På planen blev 2022 en prövande säsong för nya tränaren Mark Kotsay. Athletics bytte inför säsongen bort sina bästa spelare, såsom tredjebasmannen Matt Chapman, förstabasmannen Matt Olson och pitchern Sean Manaea, vilket ledde till 102 förluster och en sistaplats i divisionen. Det var första säsongen med minst 100 förluster för klubben sedan 1979. Efter den säsongen slutade Billy Beane som sportchef och blev i stället rådgivare till ägaren John Fisher.
Samtidigt drog beslutsfattandet avseende en ny arena i Oakland ut på tiden ytterligare, och det blev under hösten 2022 alltmer osannolikt att en sådan arena skulle bli verklighet. I april 2023 köpte klubben en tomt i Las Vegas där man planerade att bygga en arena med en kapacitet på 35 000 åskådare. Staden Oakland svarade med att avbryta arbetet med att planera för en ny arena i Oakland. Månaden efter stod det klart att klubben hade skrivit på ett avtal att bygga en arena med plats för 30 000 åskådare på platsen för kasinot Tropicana Las Vegas, som skulle rivas, på Las Vegas Strip. Klubbledningen hoppades då att arenan skulle stå klar 2027, och det var inte bestämt var Athletics skulle spela 2025–2026.

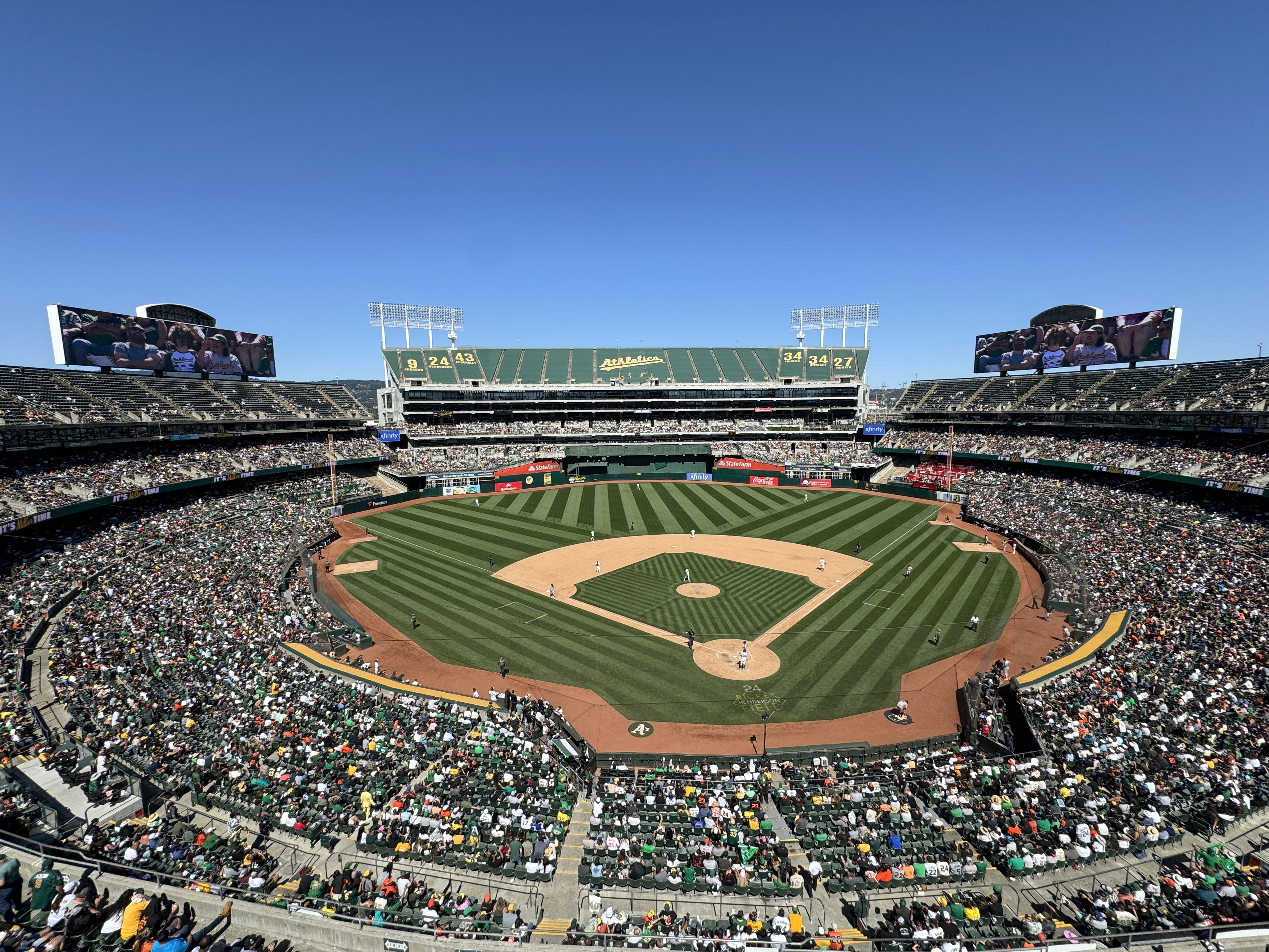
Det sista derbyt i Oakland mot San Francisco Giants.

Athletics hade en ännu sämre säsong 2023 än 2022, med hela 112 förluster, näst flest i klubbens historia efter de 117 förlusterna 1916. Efter den säsongen godkände klubbägarna i MLB enhälligt Athletics flytt till Las Vegas. Då var tidpunkten för flytten framflyttad till 2028, men det var fortfarande inte klart var klubben skulle spela efter 2024, då hyresavtalet i Oakland gick ut. Den sistnämnda frågan löstes först i april 2024. Efter att ha misslyckats med att komma överens om en förlängning av hyresavtalet blev det i stället så att Athletics tillfälligt skulle spela sina hemmamatcher på Sutter Health Park i West Sacramento, normalt hemmaarena för San Francisco Giants högsta farmarklubb Sacramento River Cats. Arenan hade en publikkapacitet på cirka 14 000 åskådare. Detta arrangemang skulle gälla under tre säsonger, 2025–2027, med möjlighet till förlängning ett år till om arenan i Las Vegas inte skulle bli klar till 2028 års säsong.
Säsongen 2024 blev således Athletics 57:e och sista i Oakland, och sejouren där blev till slut tre år längre än den var i Philadelphia. Klubben vann något fler matcher än de två föregående säsongerna och undvek sistaplatsen i divisionen. Under de sista hemmamatcherna förekom flera olika specialarrangemang och erbjudanden och det gällde inte minst den allra sista matchen. Bland annat kastade Athletics-legendarerna Rickey Henderson och Dave Stewart det ceremoniella första kastet och den gamla stjärnpitchern Barry Zito sjöng nationalsången. Passande nog vann Athletics matchen och efteråt höll tränaren Mark Kotsay, som även spelade för klubben, ett känslosamt tal inför de 46 889 åskådarna i den utsålda arenan.
Inför flytten meddelade klubben i november 2024 att den framöver bara skulle kallas Athletics utan något ortsnamn. Logotypen ändrades också så att klubbnamnet togs bort.

## Resultat
| Era          | År        | Antal säsonger | V     | F     | V%    | Divisions- titlar | Liga- titlar | W. Series- titlar |
| ------------ | --------- | -------------- | ----- | ----- | ----- | ----------------- | ------------ | ----------------- |
| Philadelphia | 1901–1954 | 54             | 3 886 | 4 248 | 0,478 | –                 | 9            | 5                 |
| Kansas City  | 1955–1967 | 13             | 829   | 1 224 | 0,404 | –                 | 0            | 0                 |
| Oakland      | 1968–2024 | 57             | 4 614 | 4 387 | 0,513 | 17                | 6            | 4                 |
| Totalt       | 1901–2024 | 124            | 9 329 | 9 859 | 0,486 | 17                | 15           | 9                 |

1. 1 2  Divisioner infördes inte förrän 1969

## World Series
| Nr | Säsong | Motståndare          | Resultat (i matcher) |
| -- | ------ | -------------------- | -------------------- |
| 1  | 1905   | New York Giants      | 1–4                  |
| 2  | 1910   | Chicago Cubs         | 4–1                  |
| 3  | 1911   | New York Giants      | 4–2                  |
| 4  | 1913   | New York Giants      | 4–1                  |
| 5  | 1914   | Boston Braves        | 0–4                  |
| 6  | 1929   | Chicago Cubs         | 4–1                  |
| 7  | 1930   | St. Louis Cardinals  | 4–2                  |
| 8  | 1931   | St. Louis Cardinals  | 3–4                  |
| 9  | 1972   | Cincinnati Reds      | 4–3                  |
| 10 | 1973   | New York Mets        | 4–3                  |
| 11 | 1974   | Los Angeles Dodgers  | 4–1                  |
| 12 | 1988   | Los Angeles Dodgers  | 1–4                  |
| 13 | 1989   | San Francisco Giants | 4–0                  |
| 14 | 1990   | Cincinnati Reds      | 0–4                  |

## Klubbrekord
Samtliga rekord avser enbart grundserien.

### Slagmän

#### Totalt

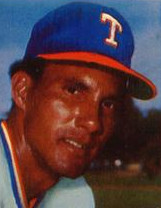
Bert Campaneris.

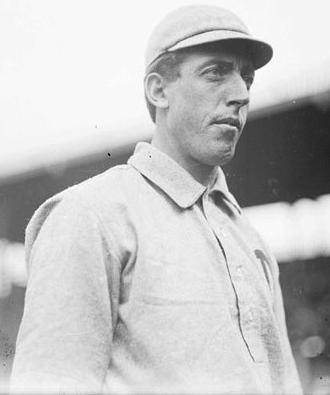
Eddie Plank.

| Kategori | Rekord | Slagman          |
| -------- | ------ | ---------------- |
| M        | 1 795  | Bert Campaneris  |
| PA       | 7 895  | Bert Campaneris  |
| AB       | 7 180  | Bert Campaneris  |
| R        | 1 270  | Rickey Henderson |
| H        | 1 882  | Bert Campaneris  |
| XBH      | 655    | Al Simmons       |
| TB       | 2 998  | Al Simmons       |
| 2B       | 365    | Jimmy Dykes      |
| 3B       | 102    | Danny Murphy     |
| HR       | 363    | Mark McGwire     |
| RBI      | 1 178  | Al Simmons       |
| BB       | 1 227  | Rickey Henderson |
| IBB      | 84     | Reggie Jackson   |
| SO       | 1 226  | Reggie Jackson   |
| HBP      | 93     | Jimmy Dykes      |
| SB       | 867    | Rickey Henderson |
| AVG      | 0,356  | Al Simmons       |
| OBP      | 0,440  | Jimmie Foxx      |
| SLG      | 0,640  | Jimmie Foxx      |
| OPS      | 1,080  | Jimmie Foxx      |

1. ↑  1 179 enligt Baseball-Reference.com
2. 1 2 3 4  Minst 1 500 plate appearances
3. ↑  1,079 enligt Baseball-Reference.com

#### En säsong

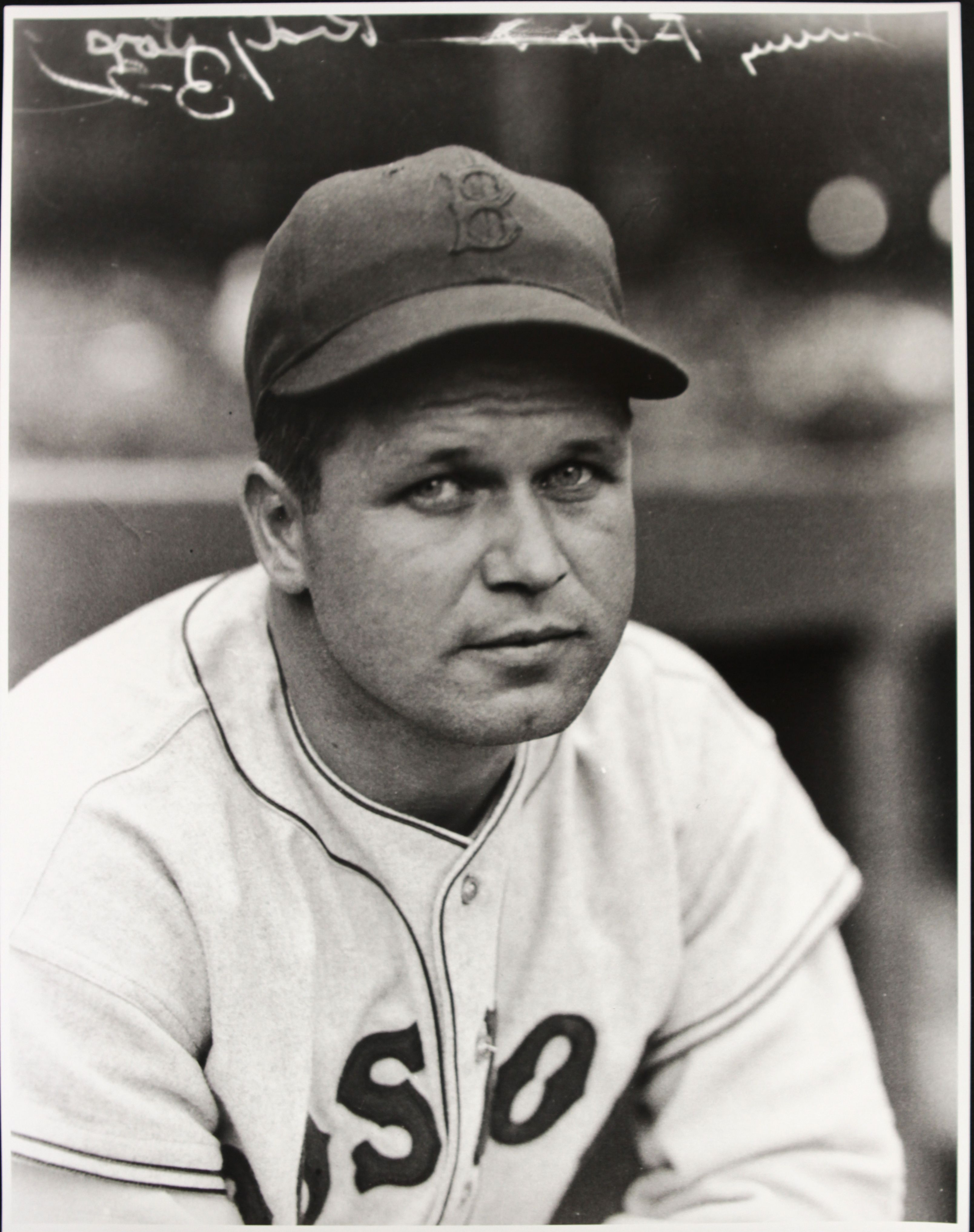
Jimmie Foxx.

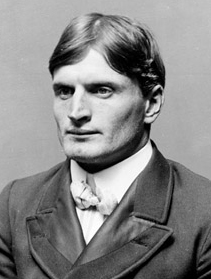
Rube Waddell.

| Kategori | Rekord | Slagman          | Säsong |
| -------- | ------ | ---------------- | ------ |
| M        | 162    | 13 gånger        | –      |
| PA       | 747    | Marcus Semien    | 2019   |
| AB       | 670    | Al Simmons       | 1932   |
| R        | 152    | Al Simmons       | 1930   |
| H        | 253    | Al Simmons       | 1925   |
| XBH      | 100    | Jimmie Foxx      | 1932   |
| TB       | 438    | Jimmie Foxx      | 1932   |
| 2B       | 53     | Al Simmons       | 1926   |
| 3B       | 21     | Home Run Baker   | 1912   |
| HR       | 58     | Jimmie Foxx      | 1932   |
| RBI      | 169    | Jimmie Foxx      | 1932   |
| BB       | 149    | Eddie Joost      | 1949   |
| IBB      | 24     | Jason Giambi     | 2001   |
| SO       | 202    | Matt Chapman     | 2021   |
| HBP      | 27     | Mark Canha       | 2021   |
| SB       | 130    | Rickey Henderson | 1982   |
| AVG      | 0,421  | Nap Lajoie       | 1901   |
| OBP      | 0,477  | Jason Giambi     | 2001   |
| SLG      | 0,749  | Jimmie Foxx      | 1932   |
| OPS      | 1,218  | Jimmie Foxx      | 1932   |

1. 1 2 3 4  Minst 3,1 plate appearances per match på klubbens spelschema (sedan 1957; andra krav gällde dessförinnan)[196][197]
2. ↑  0,426 enligt Baseball-Reference.com

### Pitchers

#### Totalt
| Kategori | Rekord  | Pitcher          |
| -------- | ------- | ---------------- |
| M        | 525     | Dennis Eckersley |
| W        | 284     | Eddie Plank      |
| L        | 162     | Eddie Plank      |
| ERA      | 1,97    | Rube Waddell     |
| GS       | 458     | Eddie Plank      |
| CG       | 362     | Eddie Plank      |
| SHO      | 59      | Eddie Plank      |
| SV       | 320     | Dennis Eckersley |
| IP       | 3 860,2 | Eddie Plank      |
| H        | 3 438   | Eddie Plank      |
| ER       | 1 025   | Eddie Plank      |
| HR       | 261     | Catfish Hunter   |
| HB       | 179     | Eddie Plank      |
| WP       | 87      | Blue Moon Odom   |
| BB       | 913     | Eddie Plank      |
| SO       | 1 985   | Eddie Plank      |
| WHIP     | 0,95    | Dennis Eckersley |

1. 1 2  Minst 500 innings pitched

#### En säsong
| Kategori | Rekord | Pitcher          | Säsong |
| -------- | ------ | ---------------- | ------ |
| M        | 84     | Billy Koch       | 2002   |
| W        | 31     | Jack Coombs      | 1910   |
| W        | 31     | Lefty Grove      | 1931   |
| L        | 25     | Scott Perry      | 1920   |
| ERA      | 1,30   | Jack Coombs      | 1910   |
| GS       | 46     | Rube Waddell     | 1904   |
| CG       | 39     | Rube Waddell     | 1904   |
| SHO      | 13     | Jack Coombs      | 1910   |
| SV       | 51     | Dennis Eckersley | 1992   |
| IP       | 383,0  | Rube Waddell     | 1904   |
| H        | 360    | Jack Coombs      | 1911   |
| ER       | 146    | George Earnshaw  | 1930   |
| HR       | 40     | Orlando Peña     | 1964   |
| HB       | 32     | Chick Fraser     | 1901   |
| WP       | 22     | Mike Moore       | 1992   |
| BB       | 168    | Elmer Myers      | 1916   |
| SO       | 349    | Rube Waddell     | 1904   |
| WHIP     | 0,91   | Catfish Hunter   | 1972   |

1. 1 2  Minst 1,0 innings pitched per match på klubbens spelschema (sedan i vart fall 1951; andra krav gällde eventuellt dessförinnan)[196][197]

## Individuella pristagare
Följande spelare och tränare i klubben har vunnit Most Valuable Player Award (MVP Award), priset till ligans mest värdefulla spelare (MVP), Cy Young Award, priset till ligans bästa pitcher, Rookie of the Year Award, priset till ligans bästa nykomling (rookie), och Manager of the Year Award, priset till ligans bästa tränare.

### Most Valuable Player Award
Priset har delats ut sedan 1931.
| Säsong | Spelare          | Position | AVG   | HR | RBI | SB | W–L  | SV | ERA  | SO  |
| ------ | ---------------- | -------- | ----- | -- | --- | -- | ---- | -- | ---- | --- |
| 1931   | Lefty Grove      | SP       |       |    |     |    | 31–4 | 5  | 2,06 | 175 |
| 1932   | Jimmie Foxx      | 1B       | 0,364 | 58 | 169 | 3  |      |    |      |     |
| 1933   | Jimmie Foxx      | 1B       | 0,356 | 48 | 163 | 2  |      |    |      |     |
| 1952   | Bobby Shantz     | SP       |       |    |     |    | 24–7 | 0  | 2,48 | 152 |
| 1971   | Vida Blue        | SP       |       |    |     |    | 24–8 | 0  | 1,82 | 301 |
| 1973   | Reggie Jackson   | OF       | 0,293 | 32 | 117 | 22 |      |    |      |     |
| 1988   | Jose Canseco     | OF       | 0,307 | 42 | 124 | 40 |      |    |      |     |
| 1990   | Rickey Henderson | OF       | 0,325 | 28 | 61  | 65 |      |    |      |     |
| 1992   | Dennis Eckersley | RP       |       |    |     |    | 7–1  | 51 | 1,91 | 93  |
| 2000   | Jason Giambi     | 1B       | 0,333 | 43 | 137 | 2  |      |    |      |     |
| 2002   | Miguel Tejada    | SS       | 0,308 | 34 | 131 | 7  |      |    |      |     |

### Cy Young Award
Priset har delats ut sedan 1956.
| Säsong | Spelare          | Position | W–L   | SV | ERA  | SO  |
| ------ | ---------------- | -------- | ----- | -- | ---- | --- |
| 1971   | Vida Blue        | SP       | 24–8  | 0  | 1,82 | 301 |
| 1974   | Catfish Hunter   | SP       | 25–12 | 0  | 2,49 | 143 |
| 1990   | Bob Welch        | SP       | 27–6  | 0  | 2,95 | 127 |
| 1992   | Dennis Eckersley | RP       | 7–1   | 51 | 1,91 | 93  |
| 2002   | Barry Zito       | SP       | 23–5  | 0  | 2,75 | 182 |

### Rookie of the Year Award
Priset har delats ut sedan 1947 och kallas även Jackie Robinson Award.
| Säsong | Spelare       | Position | AVG   | HR | RBI | SB | W–L   | SV | ERA  | SO  |
| ------ | ------------- | -------- | ----- | -- | --- | -- | ----- | -- | ---- | --- |
| 1952   | Harry Byrd    | SP       |       |    |     |    | 15–15 | 2  | 3,31 | 116 |
| 1986   | Jose Canseco  | OF       | 0,240 | 33 | 117 | 15 |       |    |      |     |
| 1987   | Mark McGwire  | 1B       | 0,289 | 49 | 118 | 1  |       |    |      |     |
| 1988   | Walt Weiss    | SS       | 0,250 | 3  | 39  | 4  |       |    |      |     |
| 1998   | Ben Grieve    | OF       | 0,288 | 18 | 89  | 2  |       |    |      |     |
| 2004   | Bobby Crosby  | SS       | 0,239 | 22 | 64  | 7  |       |    |      |     |
| 2005   | Huston Street | RP       |       |    |     |    | 5–1   | 23 | 1,72 | 72  |
| 2009   | Andrew Bailey | RP       |       |    |     |    | 6–3   | 26 | 1,84 | 91  |

### Manager of the Year Award
Priset har delats ut sedan 1983.
| Säsong | Tränare       | V   | F  | V%    | Placering     |
| ------ | ------------- | --- | -- | ----- | ------------- |
| 1988   | Tony La Russa | 104 | 58 | 0,642 | 1:a i AL West |
| 1992   | Tony La Russa | 96  | 66 | 0,593 | 1:a i AL West |
| 2012   | Bob Melvin    | 94  | 68 | 0,580 | 1:a i AL West |
| 2018   | Bob Melvin    | 97  | 65 | 0,599 | 2:a i AL West |

## Spelartrupp

### Aktiva
| Nr | Land                    | Pos | Namn            |
| -- | ----------------------- | --- | --------------- |
| 19 | USA                     | P   | Mason Miller    |
| 28 | USA                     | P   | Mitch Spence    |
| 37 | Dominikanska republiken | P   | José Leclerc    |
| 38 | USA                     | P   | JP Sears        |
| 40 | Dominikanska republiken | P   | Luis Severino   |
| 44 | USA                     | P   | Tyler Ferguson  |
| 45 | Dominikanska republiken | P   | Osvaldo Bido    |
| 48 | USA                     | P   | T.J. McFarland  |
| 49 | USA                     | P   | Jason Alexander |
| 52 | Dominikanska republiken | P   | Ángel Perdomo   |
| 58 | USA                     | P   | Noah Murdock    |
| 59 | USA                     | P   | Jeffrey Springs |
| 60 | USA                     | P   | Justin Sterner  |

| Nr | Land                    | Pos | Namn             |
| -- | ----------------------- | --- | ---------------- |
| 23 | USA                     | C   | Shea Langeliers  |
| 64 | Venezuela               | C   | Jhonny Pereda    |
| 5  | USA                     | INF | Jacob Wilson     |
| 10 | USA                     | INF | Max Muncy        |
| 12 | USA                     | INF | Max Schuemann    |
| 13 | Colombia                | INF | Gio Urshela      |
| 17 | Mexiko                  | INF | Luis Urías       |
| 21 | USA                     | INF | Tyler Soderstrom |
| 4  | USA                     | OF  | Lawrence Butler  |
| 15 | USA                     | OF  | Seth Brown       |
| 22 | Dominikanska republiken | OF  | Miguel Andújar   |
| 25 | USA                     | OF  | Brent Rooker     |
| 33 | USA                     | OF  | JJ Bleday        |

### Skadade
| Nr | Land                    | Pos | Namn          |
| -- | ----------------------- | --- | ------------- |
| 30 | USA                     | P   | Ken Waldichuk |
| 46 | Dominikanska republiken | P   | Luis Medina   |
| 47 | Dominikanska republiken | P   | Michel Otañez |

| Nr | Land   | Pos | Namn        |
| -- | ------ | --- | ----------- |
| 66 | USA    | P   | Brady Basso |
| 20 | Israel | INF | Zack Gelof  |

### Avstängda
| Nr | Land | Pos | Namn          |
| -- | ---- | --- | ------------- |
| 47 | USA  | P   | Michael Kelly |